# École supérieure de commerce de Pau
Die École supérieure de commerce de Pau (ESC Pau Business School) ist eine internationale Wirtschaftshochschule und eine der privaten Grandes Ecoles in Frankreich. Sie wurde 1969 gegründet. Sie verfügt über einen eigenen Campus in Pau.
Die Studiengänge haben die dreifache internationale Akkreditierung von EFMD und Conférence des grandes écoles.
Franz-Joseph Busse war Visiting Professor an der Hochschule.